# Музей Бельведер (Нідерланди)
Музей Бельведер — художній музей, присвячений сучасному образотворчому мистецтву. Розташований у нідерландському місті Геренвен, провінція Фрисландія. Є першим музеєм сучасного мистецтва у Фрисландії.

## Історія
Ідея створення музею сучасного мистецтва виникла у 1950-х роках і належала трьом молодим художникам: Тому Меркууру, Сйорду де Фрісу і Буле Брегману. Пройшло багато років і, нарешті, 24 листопада 2004 року музей урочисто відкрили. На церемонії була присутня королева Нідерландів Беатрікс. Того ж року був знятий документальний фільм «Мрія Тома Меркуура», який розповідає історію створення музею.
Першим директором і куратором музею став Том Меркуур. 9 лютого 2010 року муніципалітет Геренвена надав йому звання почесного громадянина міста.
У 2008 посаду директора зайняв Хан Стеенбрюгген (нід. Han Steenbruggen).
У 2009 році музей включили до Нідерландського реєстру музеїв.

## Будинок
Будинок музею зведений за проектом нідерландського архітектора Ерде Схіпперса (нід. Eerde Schippers) з компанії «Inbo». Довжина будинку становить 104 метри, ширина — 13 метрів. Назва будинку і музею походить від споруди-бельведеру, розташованої у лісі Ораньєвауд поруч із музеєм.
Музей оточений ландшафтним парком, спорудженим за проектом архітектора Майкла Р. ван Гессела (нід. Michael R. van Gessel).
На території музею працюють кафе і сувенірний магазин.

## Експозиція
В музеї зберігаються твори митців XX–XXI століть, здебільшого, з Фрисландії, але також є іноземні майстри, зокрема, бельгійські, французькі, данські та американські. З мистецьких течій і напрямів, в музеї Бельведер можна побачити твори у стилях реалізм, імпресіонізм, експресіонізм, конструктивізм і «Нова фігурація».
В колекції музею є твори таких художників і скульпторів як:
| - Гармен Абма - Леон Адріанс - Бен Акерман - Воббе Алкема - Петер Алма - Ян Альтінк, - Віллем ван Альтхейс - Віллем ден Ауден - Кріс Беекман - Якоб Бендін - Герріт Беннер - Сіп ван ден Берг - Жанна Бірума-Остінг - Тьєрк Боттема - Буле Брегман - Жан Брюссельман | - Джей Сі Джей Вандерхейден - Гендрік Веркман - Ідс Вірсма - Жан-Жак Гальярд - Сірд Геертсма - Клаас Губбельс - Вільмош Гусар - Тінус ван Доорн - Тео ван Дусбург - Джеймс Енсор - Огюст Ербен - Флоріс Єсперс - Роберт Зандвліт - Андре де Йонг | - Тоон Келдер - Герман Крейдер - Алоїз де Ле - Барт ван дер Лек - Лу Лубер - Ян Манкес - Джон Мішо - Піт Мондріан - Коул Морган - Йаап Наннінга - Альберт Оост - Констан Пермеке - Роже Равеел - Отто ван Реес - Тейс Рінсема | - Густав де Смет - Леон Спілліарт - Мартін Тіссінг - Анне Феддема - Шурд де Фріс - Джоб Гансен - Фердінанд Гарт Ніббріг - Генрі Гееруп - Джопі Гейсман - Йохан ван Гелл - Рауль Гінкес - Віллем Гуссем - Осип Цадкін - Курт Швіттерс |